# Thisted-Fjerritslev Cementvarefabrik
Thisted-Fjerritslev Cementvarefabrik A/S er en dansk producent af cementvarer med hovedkvarter i Thisted og afdelinger i Fjerritslev og Nykøbing Mors. Virksomhedens produktsortiment inkluderer fliser, færdigbeton, byggeelementer, landbrugselementer, betonplinte, rør og brønde. TCT blev etableret i 1975 og ejes i dag af August- og Bo Petersen. Virksomheden havde 213 ansatte i 2023.